# Trou d'électron
Pour les articles homonymes, voir Trou.

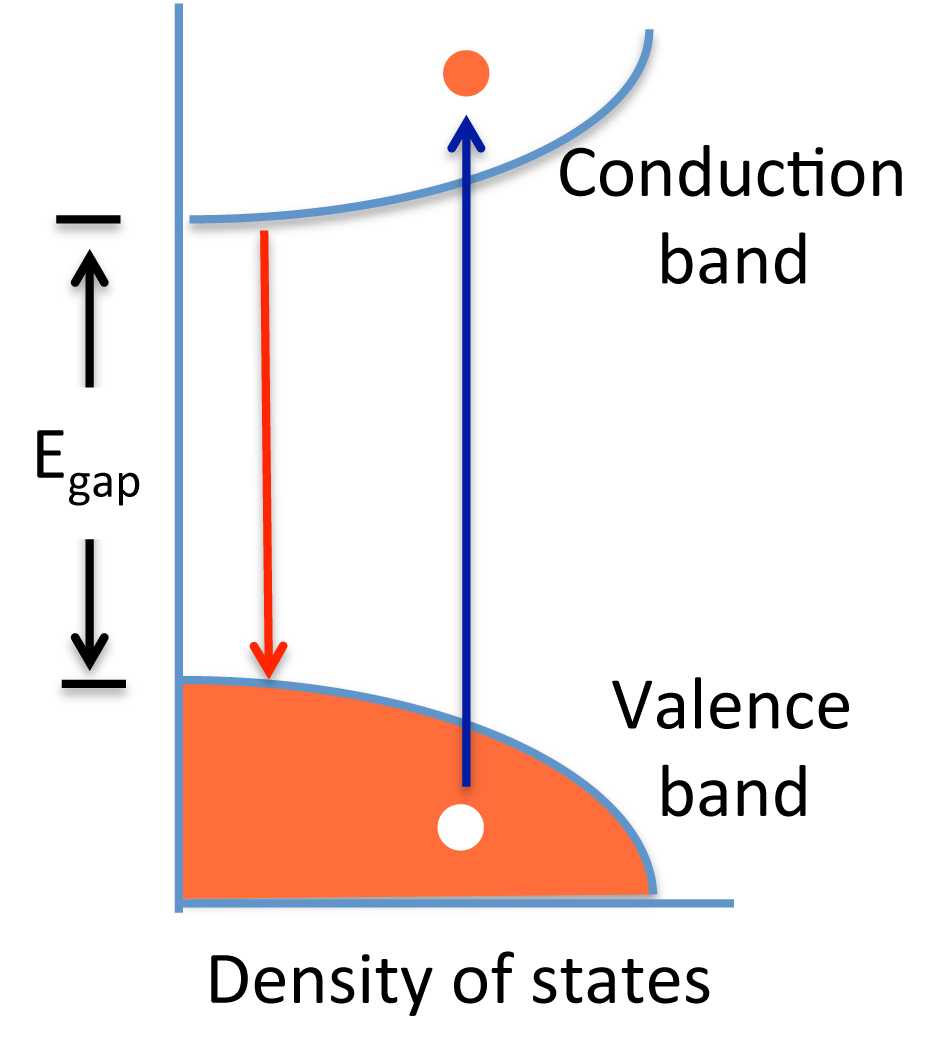
Schéma des bandes énergétiques d'un semi conducteur, montrant la bande de valence et la bande de conduction. Lorsqu'un photon est absorbé, un électron de la bande de valence est promu vers la bande de conduction, laissant un trou d'électron. Le résultat est une paire électron-trou : deux charges (une + et une -) pouvant se déplacer librement.

En physique du solide, un trou d'électron (habituellement appelé tout simplement trou) est l'absence d'un électron dans la bande de valence, qui serait normalement remplie sans le trou. Une bande de valence remplie (ou presque remplie) est une caractéristique des isolants et des semi-conducteurs. Le concept de trou est essentiellement une façon simple d'analyser le mouvement d'un grand nombre d'électrons en traitant cette absence d'électron comme une quasi-particule.

## Pourquoi des trous

### Concept physique
Les trous sont dus à l'interaction des électrons avec le réseau cristallin. Comme toutes les autres particules, les électrons ont aussi un comportement ondulatoire. La longueur d'onde correspondante est de l'ordre de grandeur de la séparation entre les atomes qui forment le cristal, et elle diminue quand l'énergie de l'électron augmente.
Les électrons situés en bas de la bande ont une énergie faible et une longueur d'onde associée grande comparée à l'écartement entre les atomes. Leur interaction avec le réseau cristallin est faible et ils se comportent presque comme des électrons libres. Les électrons situés en haut de la bande ont une énergie plus grande, une longueur d'onde associée plus faible et une plus forte interaction avec le réseau. Chaque fois qu'un électron passe près d'un atome, il subit un retard de phase qui dépend de la longueur d'onde associée et de la distance entre les atomes. Ce retard de phase se traduit par une diminution de vitesse qui est d'autant plus importante que l'électron est proche du bord supérieur de la bande.
Donc, les électrons du bas de la bande se comportent comme des particules presque libres et leur vitesse augmente quand leur énergie augmente. Toute leur énergie est presque de l'énergie cinétique. Par contre, quand on augmente l'énergie d'un électron proche du bord supérieur de la bande sa vitesse diminue. Par exemple si on  applique un champ électrique qui devrait augmenter la vitesse vers la droite d'un électron libre, ce même champ diminuera la vitesse vers la droite d'un électron situé en haut de la bande. Ceci équivaut à accélérer vers la gauche une particule libre de charge positive. Donc, au lieu de travailler avec ces électrons qui ont un comportement « bizarre » on préfère travailler avec des particules imaginaires qui ont un comportement « normal » de particule libre : ce sont les trous.

### Concept intuitif
La conduction d'électricité via les trous peut être expliquée par l'analogie suivante, bien que cette analogie ait ses limites (voir la page de discussion). Imaginez une rangée de personnes assises dans un auditorium, où il n'y a pas de chaise libre. Quelqu'un dans le milieu de la rangée veut partir, il saute donc par-dessus sa chaise vers une rangée vide et peut ainsi partir. La rangée vide est analogue à la bande de conduction et la personne qui marche est analogue à un électron libre.
Imaginez maintenant que quelqu'un d'autre arrive et veuille s'asseoir dans la rangée qui contient un siège vide. Comme il ne peut pas accéder directement au siège vide, les personnes assises dans la rangée changent de siège pour lui permettre de s'asseoir. La personne à côté du siège vide s'assied dedans, laissant son propre siège vide. Son voisin fait de même, et ainsi de suite. Lorsque le siège sur le bord de la rangée est vide, le nouvel arrivant peut s'asseoir.
On peut voir cela comme un processus où tout le monde s'est déplacé, ou de façon équivalente, comme si le siège vide s'était déplacé. Si ces personnes étaient chargées — comme des électrons — ce mouvement constituerait de la conduction électrique. C'est à ce processus que la conduction d'électricité à l'aide de trous s'apparente.

## Charge électrique
Au lieu d'analyser le mouvement d'un état vide dans la bande de valence comme le mouvement de milliards d'électrons, les physiciens proposent une particule imaginaire (quasi-particule) appelée trou. Lorsqu'on applique un champ électrique, tous les électrons bougent dans une direction, faisant en sorte que les trous bougent dans la direction opposée. Les physiciens stipulent donc que le trou doit avoir une charge positive. En fait, on assigne aux trous une charge +e, exactement l'opposé de la charge d'un électron.

## Masse effective
En utilisant la loi de Coulomb, on peut calculer la force exercée sur le trou par le champ électrique. Les physiciens proposent donc une masse effective qui relie la force exercée sur le trou à l'accélération de ce trou. Dans certains semi-conducteurs, tels que le silicium, la masse effective est dépendante de la direction de propagation du trou (anisotropie). Toutefois, on peut obtenir une valeur moyennée sur toutes les directions afin de faire des calculs macroscopiques.